# Justyna Radczyńska
Justyna Radczyńska (ur. w 1965) – poetka, założycielka i redaktorka serwisu poetyckiego Nieszuflada.pl. Inicjatorka Literatorium, pierwszego w Polsce internetowego forum krytyki literackiej. Prezes Fundacji Literatury w Internecie. Debiutowała tomem Podmiana Joli Grosz (Wydawnictwo Zielona Sowa, Biblioteka Studium 2005). Publikowała w Literaturze na Świecie tłumaczenia z języka hebrajskiego (nr 11-12/2004, 5-6/2005). Jej opowiadanie ukazało się w zbiorze Pisz do Pilcha. Opowiadań współczesnych trzydzieści i trzy (Świat Książki, 2005), zawierającym najlepsze teksty spośród kilku tysięcy nadesłanych na „Ogólnonarodowy Konkurs na Opowiadanie”, ogłoszony przez Jerzego Pilcha w „Polityce”. Mieszka w Warszawie.

## Publikacje
- Podmiana Joli Grosz, Wydawnictwo Zielona Sowa, Kraków 2005
- Nawet, Wydawnictwo Zielona Sowa, Kraków 2007
- Kometa zawraca Staromiejski Dom Kultury, Warszawa 2009

Antologie
- Solistki: Antologia poezji kobiet (1989–2009), red. Maria Cyranowicz, Joanna Mueller, Justyna Radczyńska, Staromiejski Dom Kultury, Warszawa 2009.
- Warkoczami. Antologia nowej poezji, red. Joanna Mueller, Sylwia Głuszak, Beata Gula, Staromiejski Dom Kultury, Warszawa 2016.